# Ronde van Frankrijk voor vrouwen 2022
De eerste editie van de Tour de France Femmes avec Zwift werd verreden van 24 tot en met 31 juli in Frankrijk met start in Parijs en finish op de Planche des Belles Filles. De wedstrijd ging van start op de laatste dag van de Ronde van Frankrijk voor mannen. De rittenkoers maakt deel uit van de UCI Women's World Tour 2022 en wordt gezien als de opvolger van La Course by Le Tour de France, de eendaagse wedstrijd voor vrouwen tijdens de Ronde van Frankrijk voor mannen. Tussen 1984 en 2009 was er ook al een Ronde van Frankrijk voor vrouwen met diverse namen en van verschillende organisatoren. De ronde ging van start twee weken na de Giro Donne, de andere Grote Ronde voor vrouwen. Voor het organiseren van deze ronde kreeg de organisatie dispensatie van de UCI, omdat de ronde meer dan zes dagen duurde, en een etappe langer dan 160 kilometer bevatte, iets dat volgens de regels van de UCI niet mag in een meerdaagse vrouwenrace.

## Deelnemende ploegen
Alle veertien World-Tourploegen aangevuld met tien continentale ploegen, waaronder het Belgische Plantur-Pura en de Nederlandse ploegen AG Insurance NXTG en Parkhotel Valkenburg, namen deel aan de wedstrijd.
| World Tour | World Tour                                                                                             | Continentaal                                               | Continentaal |
| --- | --- | ---------------------------------------------------------- | --- |
| BikeExchange Jayco Canyon//SRAM Racing Team DSM EF Education-TIBCO-SVB FDJ-Suez-Futuroscope Human Powered Health Jumbo-Visma | Liv Racing Xstra Movistar Team Roland Cogeas Edelweiss Squad SD Worx Trek-Segafredo UAE Team ADQ Uno-X | AG Insurance NXTG Arkéa Ceratizit-WNT Cofidis Le Col-Wahoo | Plantur-Pura Parkhotel Valkenburg Saint Michel-Auber 93 Stade Rochelais Charente-Maritime Valcar-Travel & Service |

## Etappe-overzicht
Op 14 oktober 2021 werd het parcours bekendgemaakt.
| Datum                | Etappe | Start – Finish                                          | Afstand (in km) | Type       | Winnares              | Ploeg         | Klassementsleider    |
| -------------------- | ------ | ------------------------------------------------------- | --------------- | ---------- | --------------------- | ------------- | -------------------- |
| 24 juli              | 1      | Eiffeltoren, Parijs – Avenue des Champs-Élysées, Parijs | 81,6            | Vlakke rit | Lorena Wiebes         | Team DSM      | Lorena Wiebes        |
| 25 juli              | 2      | Meaux – Provins                                         | 136,4           | Vlakke rit | Marianne Vos          | Jumbo-Visma   | Marianne Vos         |
| 26 juli              | 3      | Reims – Épernay                                         | 133,6           | Heuvelrit  | Cecilie Uttrup Ludwig | FDJ           | Marianne Vos         |
| 27 juli              | 4      | Troyes – Bar-sur-Aube                                   | 126,8           | Heuvelrit  | Marlen Reusser        | SD Worx       | Marianne Vos         |
| 28 juli              | 5      | Bar-le-Duc – Saint-Dié-des-Vosges                       | 175,6           | Heuvelrit  | Lorena Wiebes         | Team DSM      | Marianne Vos         |
| 29 juli              | 6      | Saint-Dié-des-Vosges – Rosheim                          | 129,2           | Heuvelrit  | Marianne Vos          | Jumbo-Visma   | Marianne Vos         |
| 30 juli              | 7      | Sélestat – Le Markstein                                 | 127,1           | Bergrit    | Annemiek van Vleuten  | Movistar Team | Annemiek van Vleuten |
| 31 juli              | 8      | Lure – Super Planche des Belles Filles                  | 123,3           | Bergrit    | Annemiek van Vleuten  | Movistar Team | Annemiek van Vleuten |
| Bron: Le Tour Femmes |        |                                                         |                 |            |                       |               |                      |

## Etappe-uitslagen

### 1e etappe

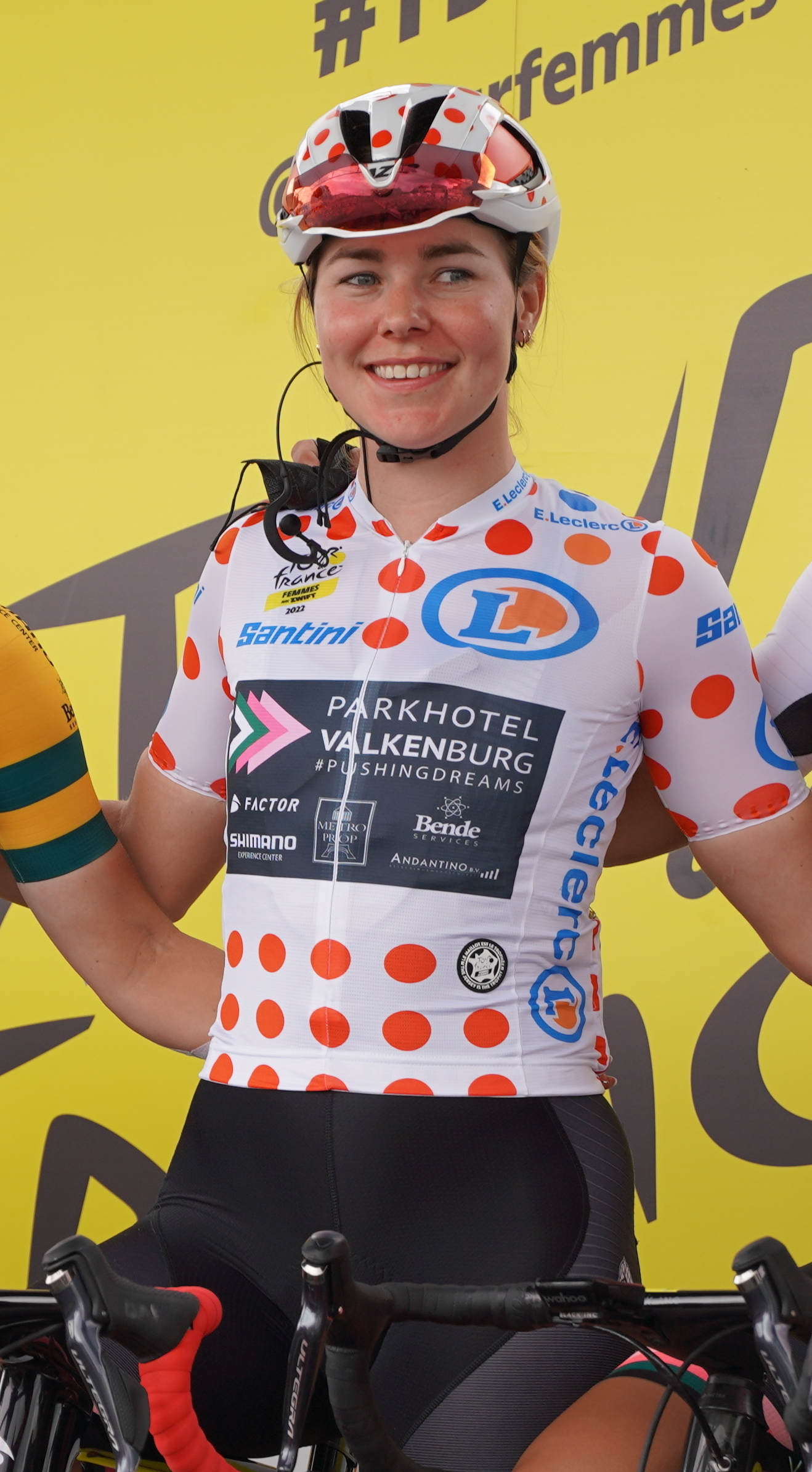
Femke Markus droeg twee dagen de bolletjestrui.

| 24 juli: Eiffeltoren – Avenue des Champs-Élysées, Parijs (81,6 km) |                  |                  |          |
| Plaats                                                             | Naam             | Ploeg            | Tijd     |
| Winnaar                                                            | Lorena Wiebes    | DSM              | 1u54'00" |
| 2                                                                  | Marianne Vos     | Jumbo-Visma      | z.t.     |
| 3                                                                  | Lotte Kopecky    | SD Worx          | z.t.     |
| 4                                                                  | Rachele Barbieri | Liv Racing Xstra | z.t.     |
| 5                                                                  | Emma Norsgaard   | Movistar Team    | z.t.     |

| Algemeen klassement |                  |                  |          |
| Plaats              | Naam             | Ploeg            | Tijd     |
| Gele trui           | Lorena Wiebes    | DSM              | 1u53'50" |
| 2                   | Marianne Vos     | Jumbo-Visma      | + 4"     |
| 3                   | Lotte Kopecky    | SD Worx          | + 6"     |
| 4                   | Rachele Barbieri | Liv Racing Xstra | + 10"    |
| 5                   | Emma Norsgaard   | Movistar Team    | z.t.     |

### 2e etappe

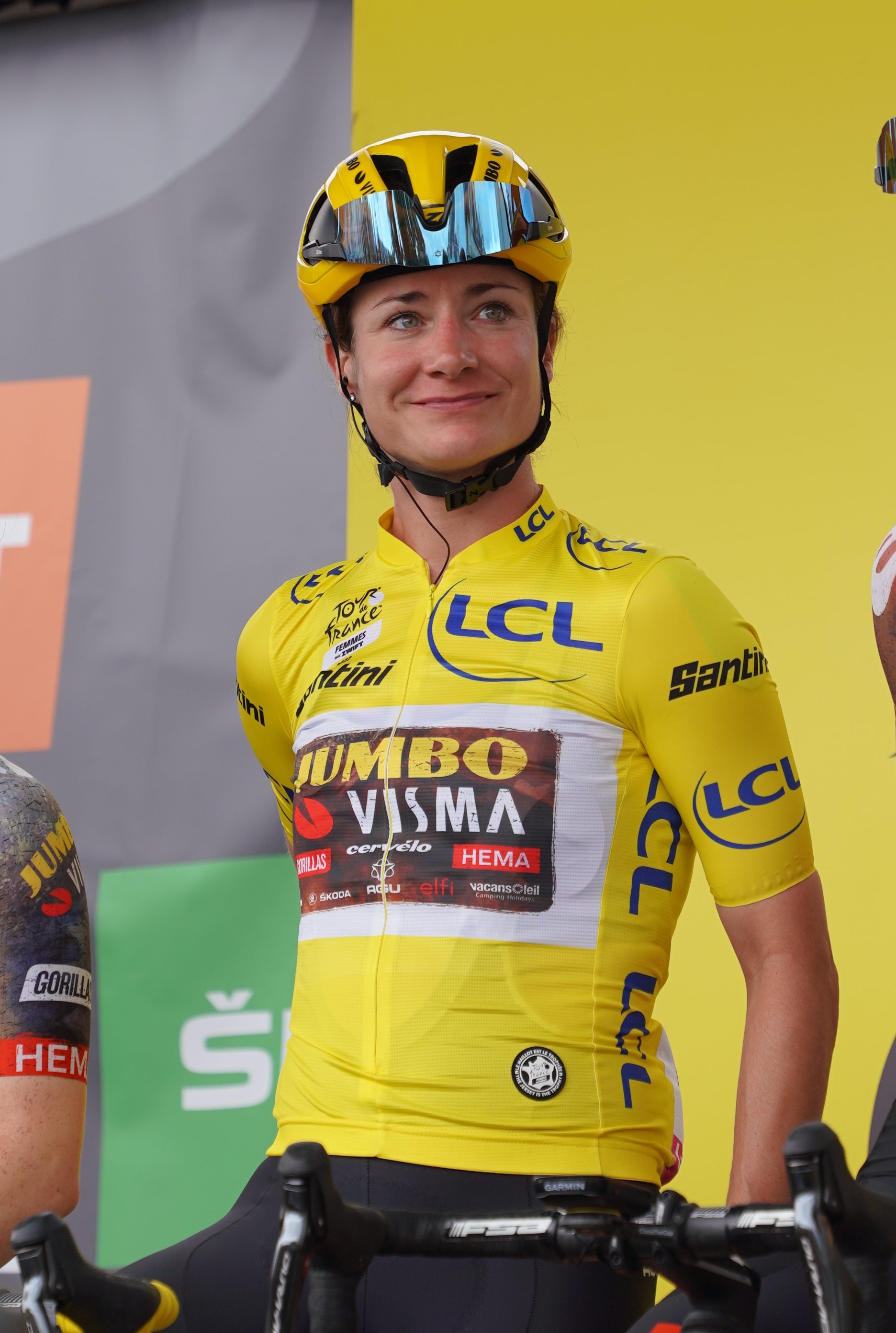
Marianne Vos in de gele trui voor de start van de derde etappe in Reims. Zij won de eerste en de zesde etappe en droeg vijf dagen het geel.

| 25 juli: Meaux – Provins (136,4 km) |                      |                         |          |
| Plaats                              | Naam                 | Ploeg                   | Tijd     |
| Winnaar                             | Marianne Vos         | Jumbo-Visma             | 3u14'02" |
| 2                                   | Silvia Persico       | Valcar-Travel & Service | z.t.     |
| 3                                   | Katarzyna Niewiadoma | Canyon//SRAM Racing     | z.t.     |
| 4                                   | Elisa Longo Borghini | Trek-Segafredo          | + 2"     |
| 5                                   | Maike van der Duin   | Le Col-Wahoo            | + 12"    |

| Algemeen klassement |                      |                         |          |
| Plaats              | Naam                 | Ploeg                   | Tijd     |
| Gele trui           | Marianne Vos         | Jumbo-Visma             | 5u07'46" |
| 2                   | Silvia Persico       | Valcar-Travel & Service | + 10"    |
| 3                   | Katarzyna Niewiadoma | Canyon//SRAM Racing     | + 12"    |
| 4                   | Elisa Longo Borghini | Trek-Segafredo          | + 18"    |
| 5                   | Maike van der Duin   | Le Col-Wahoo            | + 28"    |

### 3e etappe

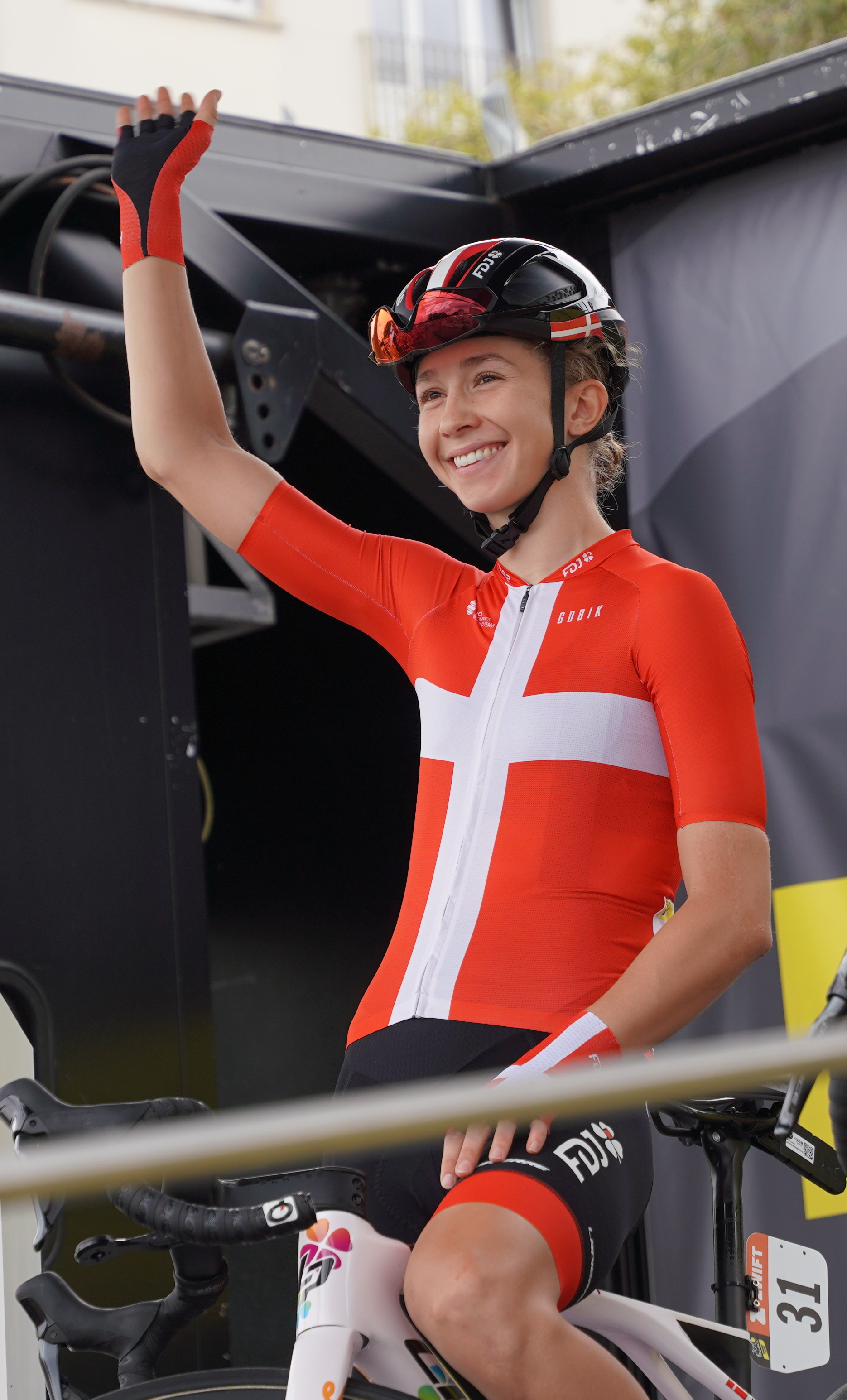
Cecilie Uttrup Ludwig won de derde etappe.

| 26 juli: Reims – Épernay (133,6 km) |                       |                         |          |
| Plaats                              | Naam                  | Ploeg                   | Tijd     |
| Winnaar                             | Cecilie Uttrup Ludwig | FDJ-Suez-Futuroscope    | 3u22'54" |
| 2                                   | Marianne Vos          | Jumbo-Visma             | + 2"     |
| 3                                   | Ashleigh Moolman      | SD Worx                 | z.t.     |
| 4                                   | Silvia Persico        | Valcar-Travel & Service | z.t.     |
| 5                                   | Elisa Longo Borghini  | Trek-Segafredo          | z.t.     |

| Algemeen klassement |                      |                         |          |
| Plaats              | Naam                 | Ploeg                   | Tijd     |
| Gele trui           | Marianne Vos         | Jumbo-Visma             | 8u30'36" |
| 2                   | Silvia Persico       | Valcar-Travel & Service | + 16"    |
| 3                   | Katarzyna Niewiadoma | Canyon//SRAM Racing     | z.t.     |
| 4                   | Elisa Longo Borghini | Trek-Segafredo          | + 21"    |
| 5                   | Ashleigh Moolman     | SD Worx                 | + 51"    |

### 4e etappe

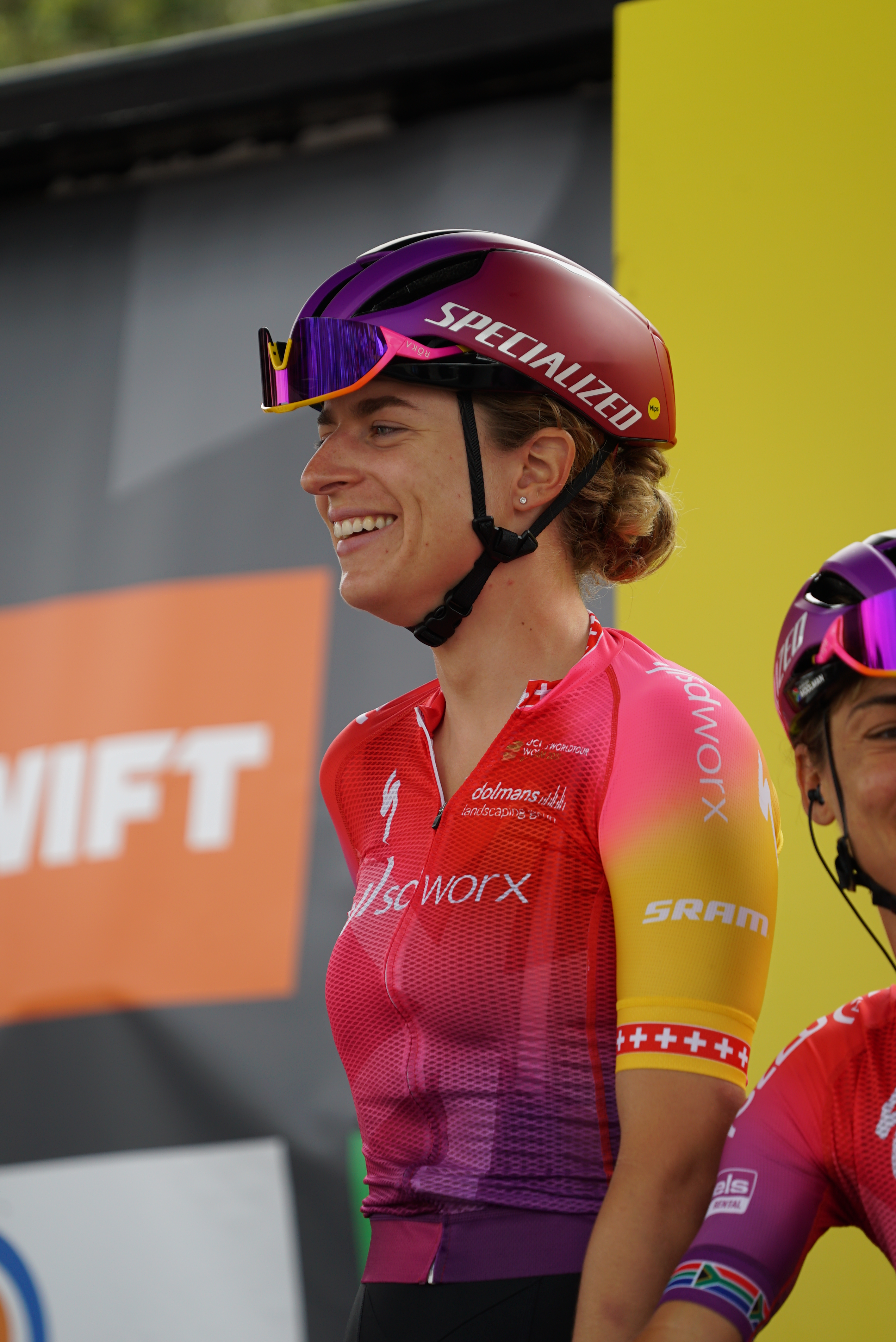
Marlen Reusser won de vierde etappe.

| 27 juli: Troyes – Bar-sur-Aube (126,8 km) |                   |                      |          |
| Plaats                                    | Naam              | Ploeg                | Tijd     |
| Winnaar                                   | Marlen Reusser    | SD Worx              | 3u16'30" |
| 2                                         | Évita Muzic       | FDJ-Suez-Futuroscope | + 1'24"  |
| 3                                         | Alena Amjaljoesik | Canyon//SRAM Racing  | z.t.     |
| 4                                         | Veronica Ewers    | EF-TIBCO-SVB         | z.t.     |
| 5                                         | Marianne Vos      | Jumbo-Visma          | + 1'40"  |

| Algemeen klassement |                      |                         |           |
| Plaats              | Naam                 | Ploeg                   | Tijd      |
| Gele trui           | Marianne Vos         | Jumbo-Visma             | 11u48'46" |
| 2                   | Silvia Persico       | Valcar-Travel & Service | + 16"     |
| 3                   | Katarzyna Niewiadoma | Canyon//SRAM Racing     | z.t.      |
| 4                   | Elisa Longo Borghini | Trek-Segafredo          | + 21"     |
| 5                   | Ashleigh Moolman     | SD Worx                 | + 51"     |

### 5e etappe

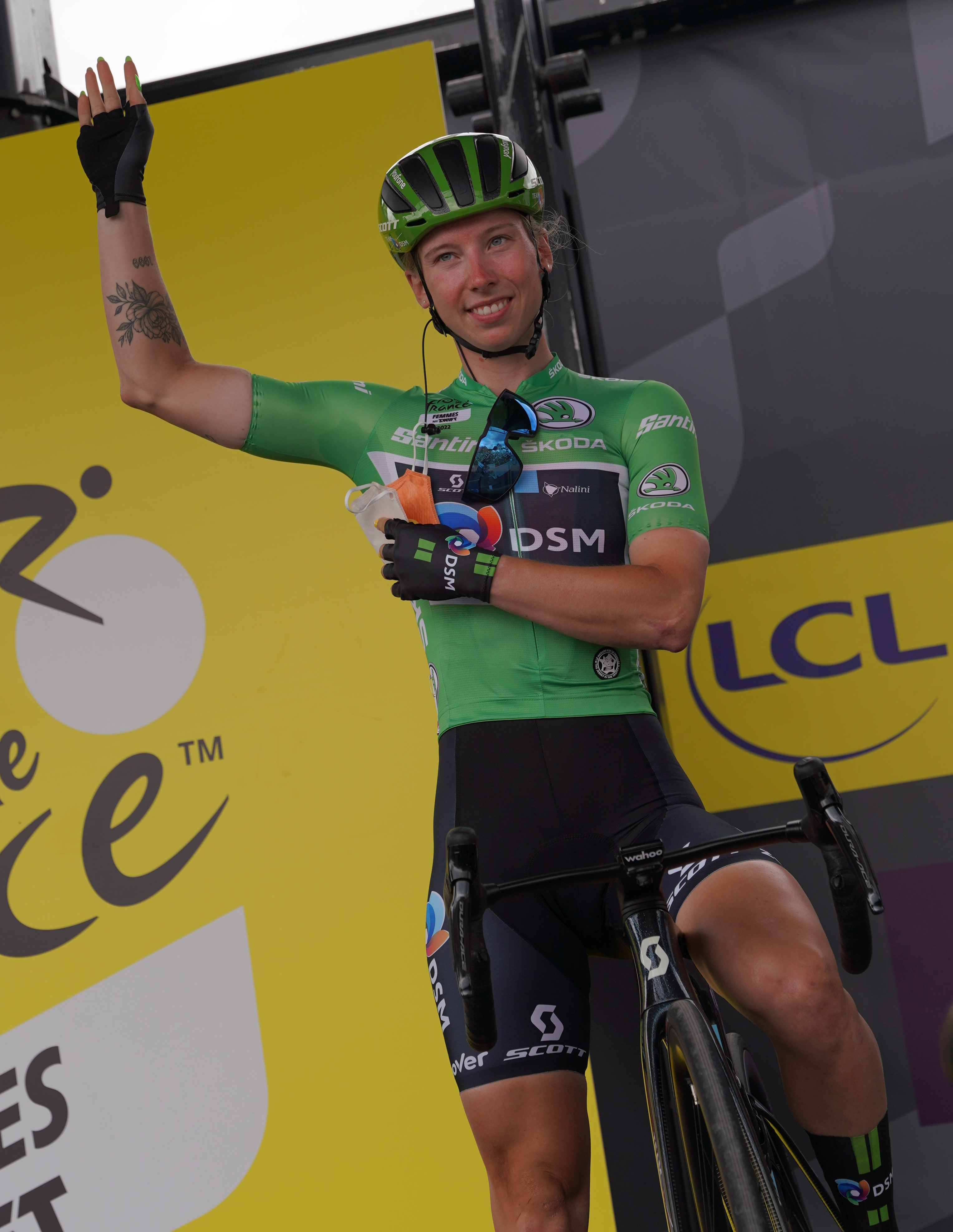
Lorena Wiebes won de eerste en de vijfde etappe.

| 28 juli: Bar-le-Duc – Saint-Dié-des-Vosges (175,6 km) |                    |                  |          |
| Plaats                                                | Naam               | Ploeg            | Tijd     |
| Winnaar                                               | Lorena Wiebes      | DSM              | 4u32'16" |
| 2                                                     | Elisa Balsamo      | Trek-Segafredo   | z.t.     |
| 3                                                     | Marianne Vos       | Jumbo-Visma      | z.t.     |
| 4                                                     | Rachele Barbieri   | Liv Racing Xstra | z.t.     |
| 5                                                     | Maike van der Duin | Le Col-Wahoo     | z.t.     |

| Algemeen klassement |                      |                         |           |
| Plaats              | Naam                 | Ploeg                   | Tijd      |
| Gele trui           | Marianne Vos         | Jumbo-Visma             | 16u20'58" |
| 2                   | Silvia Persico       | Valcar-Travel & Service | + 20"     |
| 3                   | Katarzyna Niewiadoma | Canyon//SRAM Racing     | z.t.      |
| 4                   | Elisa Longo Borghini | Trek-Segafredo          | + 25"     |
| 5                   | Ashleigh Moolman     | SD Worx                 | + 55"     |

### 6e etappe
| 29 juli: Saint-Dié-des-Vosges – Rosheim (129,2 km) |                   |                         |          |
| Plaats                                             | Naam              | Ploeg                   | Tijd     |
| Winnaar                                            | Marianne Vos *    | Jumbo-Visma             | 3u09'26" |
| 2                                                  | Marta Bastianelli | UAE Team ADQ            | z.t.     |
| 3                                                  | Lotte Kopecky     | SD Worx                 | z.t.     |
| 4                                                  | Elisa Balsamo     | Trek-Segafredo          | z.t.     |
| 5                                                  | Silvia Persico    | Valcar-Travel & Service | z.t.     |

| Algemeen klassement |                      |                         |           |
| Plaats              | Naam                 | Ploeg                   | Tijd      |
| Gele trui           | Marianne Vos         | Jumbo-Visma             | 19u30'14" |
| 2                   | Katarzyna Niewiadoma | Canyon//SRAM Racing     | + 30"     |
| 3                   | Silvia Persico       | Valcar-Travel & Service | z.t.      |
| 4                   | Elisa Longo Borghini | Trek-Segafredo          | + 35"     |
| 5                   | Ashleigh Moolman     | SD Worx                 | + 1'51"   |

* Marianne Vos was de eerste vrouw die een etappe won in de gele trui.

### 7e etappe

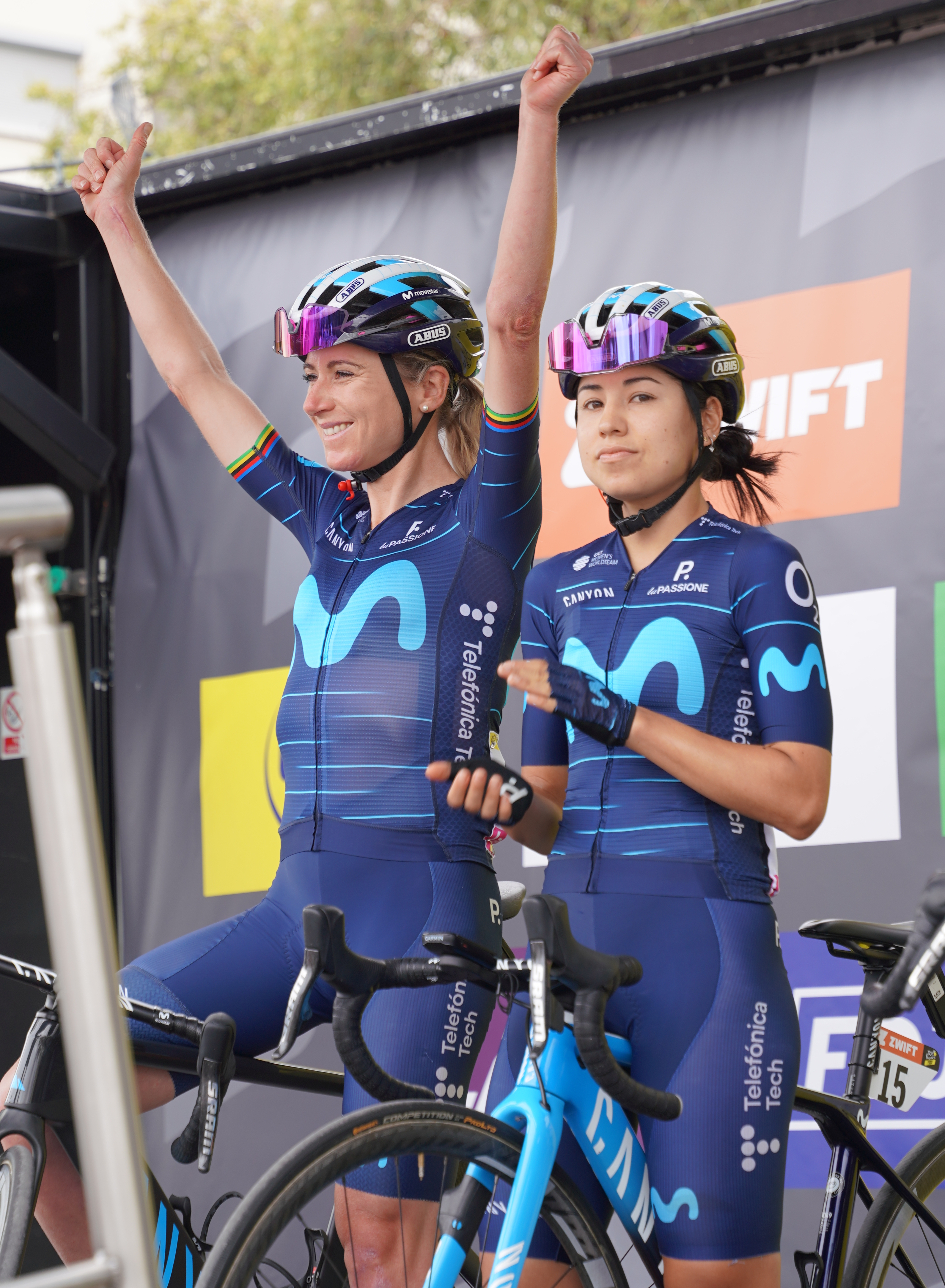
Annemiek van Vleuten (links) won de laatste twee etappes.

| 30 juli: Sélestat – Le Markstein (127,1 km) |                       |                      |          |
| Plaats                                      | Naam                  | Ploeg                | Tijd     |
| Winnaar                                     | Annemiek van Vleuten  | Movistar Team        | 3u47'02" |
| 2                                           | Demi Vollering        | SD Worx              | + 3'26"  |
| 3                                           | Cecilie Uttrup Ludwig | FDJ-Suez-Futuroscope | + 5'16"  |
| 4                                           | Juliette Labous       | DSM                  | + 5'18"  |
| 5                                           | Katarzyna Niewiadoma  | Canyon//SRAM Racing  | z.t.     |

| Algemeen klassement |                       |                      |           |
| Plaats              | Naam                  | Ploeg                | Tijd      |
| Gele trui           | Annemiek van Vleuten  | Movistar Team        | 23u18'31" |
| 2                   | Demi Vollering        | SD Worx              | + 3'14"   |
| 3                   | Katarzyna Niewiadoma  | Canyon//SRAM Racing  | + 4'33"   |
| 4                   | Juliette Labous       | DSM                  | + 5'22"   |
| 5                   | Cecilie Uttrup Ludwig | FDJ-Suez-Futuroscope | + 5'59"   |

### 8e etappe
| 31 juli: Lure – Super Planche des Belles Filles (123,3 km) |                        |                         |          |
| Plaats                                                     | Naam                   | Ploeg                   | Tijd     |
| Winnaar                                                    | Annemiek van Vleuten * | Movistar Team           | 3u37'23" |
| 2                                                          | Demi Vollering         | SD Worx                 | + 30"    |
| 3                                                          | Silvia Persico         | Valcar-Travel & Service | + 1'43"  |
| 4                                                          | Katarzyna Niewiadoma   | Canyon//SRAM Racing     | + 1'52"  |
| 5                                                          | Juliette Labous        | DSM                     | + 1'56"  |

| Algemeen klassement |                      |                         |           |
| Plaats              | Naam                 | Ploeg                   | Tijd      |
| Gele trui           | Annemiek van Vleuten | Movistar Team           | 26u55'44" |
| 2                   | Demi Vollering       | SD Worx                 | + 3'48"   |
| 3                   | Katarzyna Niewiadoma | Canyon//SRAM Racing     | + 6'35"   |
| 4                   | Juliette Labous      | DSM                     | + 7'28"   |
| 5                   | Silvia Persico       | Valcar-Travel & Service | + 8'00"   |

- * Annemiek van Vleuten was de tweede vrouw die een etappe won in de gele trui.

### Uitvallers
- 1e etappe:  Alana Castrique (opgave);  Petra Stiasny (buiten tijd).
- 2e etappe:  Marta Cavalli,  Laura Süßemilch,  Gaia Masetti (opgave);  Urša Pintar (buiten tijd).
- 3e etappe:  Amanda Spratt,  Ally Wollaston (niet gestart);  Maëva Squiban,  Hannah Buch,  Natalie Grinczer (opgave);  Noémie Abgrall,  Frances Janse van Rensburg (buiten tijd).
- 4e etappe:  Charlotte Kool (opgave).
- 5e etappe:  Barbara Malcotti (gediskwalificeerd)[8];  Emma Norsgaard (opgave).
- 6e etappe:  Marjolein van 't Geloof,  Marta Lach,  Eleonora Gasparrini (niet gestart);  Martina Alzini (opgave).
- 7e etappe:  Marlen Reusser,  Rachele Barbieri (niet gestart);  Lorena Wiebes,  Letizia Borghesi,  Anne van Rooijen,  Gladys Verhulst,  Nicole Frain (opgave);  Joelija Birjoekova,  Margaux Vigie,  Anaïs Morichon,  Franziska Koch,  India Grangier,  Emily Newsom (buiten tijd).
- 8e etappe:  Ashleigh Moolman,  Anna Henderson (niet gestart).

## Klassementsverloop
De gele trui wordt uitgereikt aan de renster met de laagste totaaltijd.
 De groene trui wordt uitgereikt aan de renster met de meeste punten van de etappefinishes en tussensprints.
 De bolletjestrui wordt uitgereikt aan de renster met de meeste behaalde punten uit bergtop passages.
 De witte trui wordt uitgereikt aan de renster onder 23 jaar met de laagste totaaltijd.
 Voor het ploegenklassement worden de tijden van de beste drie rensters bij elkaar opgeteld.
 Het rode rugnummer wordt uitgereikt aan de strijdlustigste renster.
| Etappe         | Algemeen klassement  | Puntenklassement | Bergklassement | Jongerenklassement | Ploegenklassement   | Strijdlust           |
| -------------- | -------------------- | ---------------- | -------------- | ------------------ | ------------------- | -------------------- |
| 1              | Lorena Wiebes        | Lorena Wiebes    | Femke Markus   | Maike van der Duin | Canyon//SRAM Racing | Gladys Verhulst      |
| 2              | Marianne Vos         | Marianne Vos     | Femke Markus   | Maike van der Duin | Canyon//SRAM Racing | Maike van der Duin   |
| 3              | Marianne Vos         | Marianne Vos     | Femke Gerritse | Julie De Wilde     | Canyon//SRAM Racing | Alena Amjaljoesik    |
| 4              | Marianne Vos         | Marianne Vos     | Femke Gerritse | Julie De Wilde     | SD Worx             | Marlen Reusser       |
| 5              | Marianne Vos         | Marianne Vos     | Femke Gerritse | Julie De Wilde     | SD Worx             | Victoire Berteau     |
| 6              | Marianne Vos         | Marianne Vos     | Femke Gerritse | Julia Borgström    | SD Worx             | Marie Le Net         |
| 7              | Annemiek van Vleuten | Marianne Vos     | Demi Vollering | Shirin van Anrooij | Canyon//SRAM Racing | Annemiek van Vleuten |
| 8              | Annemiek van Vleuten | Marianne Vos     | Demi Vollering | Shirin van Anrooij | Canyon//SRAM Racing | Mavi García          |
| Eindklassement | Annemiek van Vleuten | Marianne Vos     | Demi Vollering | Shirin van Anrooij | Canyon//SRAM Racing | Marianne Vos         |

## Eindklassementen
| Plaats    | Naam                  | Ploeg                   | Tijd      |
| --------- | --------------------- | ----------------------- | --------- |
| Gele trui | Annemiek van Vleuten  | Movistar Team           | 26u55'44" |
| 2         | Demi Vollering        | SD Worx                 | + 3'48"   |
| 3         | Katarzyna Niewiadoma  | Canyon//SRAM Racing     | + 6'35"   |
| 4         | Juliette Labous       | DSM                     | + 7'28"   |
| 5         | Silvia Persico        | Valcar-Travel & Service | + 8'00"   |
| 6         | Elisa Longo Borghini  | Trek-Segafredo          | + 8'26"   |
| 7         | Cecilie Uttrup Ludwig | FDJ-Suez-Futuroscope    | + 8'59"   |
| 8         | Évita Muzic           | FDJ-Suez-Futuroscope    | + 13'54"  |
| 9         | Veronica Ewers        | EF-TIBCO-SVB            | + 15'05"  |
| 10        | Mavi García           | UAE Team ADQ            | + 15'15"  |

| Plaats        | Naam                 | Ploeg                   | Punten |
| ------------- | -------------------- | ----------------------- | ------ |
| Bolletjestrui | Demi Vollering       | SD Worx                 | 42     |
| 2             | Annemiek van Vleuten | Movistar Team           | 38     |
| 3             | Katarzyna Niewiadoma | Canyon//SRAM Racing     | 15     |
| 4             | Elisa Longo Borghini | Trek-Segafredo          | 14     |
| 5             | Mavi García          | UAE Team ADQ            | 11     |
| 6             | Pauliena Rooijakkers | Canyon//SRAM Racing     | 11     |
| 7             | Grace Brown          | FDJ-Suez-Futuroscope    | 10     |
| 8             | Femke Gerritse       | Parkhotel Valkenburg    | 9      |
| 9             | Silvia Persico       | Valcar-Travel & Service | 8      |
| 10            | Juliette Labous      | DSM                     | 6      |

| Plaats      | Naam                  | Ploeg                   | Punten |
| ----------- | --------------------- | ----------------------- | ------ |
| Groene trui | Marianne Vos          | Jumbo-Visma             | 272    |
| 2           | Lotte Kopecky         | SD Worx                 | 174    |
| 3           | Maria Confalonieri    | Ceratizit-WNT           | 127    |
| 4           | Silvia Persico        | Valcar-Travel & Service | 106    |
| 5           | Demi Vollering        | SD Worx                 | 104    |
| 6           | Elisa Longo Borghini  | Trek-Segafredo          | 104    |
| 7           | Katarzyna Niewiadoma  | Canyon//SRAM Racing     | 97     |
| 8           | Elisa Balsamo         | Trek-Segafredo          | 85     |
| 9           | Cecilie Uttrup Ludwig | FDJ-Suez-Futuroscope    | 77     |
| 10          | Annemiek van Vleuten  | Movistar Team           | 76     |

| Plaats     | Naam                 | Ploeg                | Tijd      |
| ---------- | -------------------- | -------------------- | --------- |
| Witte trui | Shirin van Anrooij   | Trek-Segafredo       | 27u21'34" |
| 2          | Mischa Bredewold     | Parkhotel Valkenburg | + 5'41"   |
| 3          | Julia Borgström      | AG Insurance NXTG    | + 16'43"  |
| 4          | Vittoria Guazzini    | FDJ-Suez-Futuroscope | + 23'48"  |
| 5          | Marie Le Net         | FDJ-Suez-Futuroscope | + 27'35"  |
| 6          | Julie De Wilde       | Plantur-Pura         | + 28'14"  |
| 7          | Pfeiffer Georgi      | DSM                  | + 31'54"  |
| 8          | Henrietta Christie   | Human Powered Health | + 35'14"  |
| 9          | Magdeleine Vallieres | EF-TIBCO-SVB         | + 38'29"  |
| 10         | Victoire Berteau     | Cofidis              | + 38'54"  |